# Ducat de Sueca

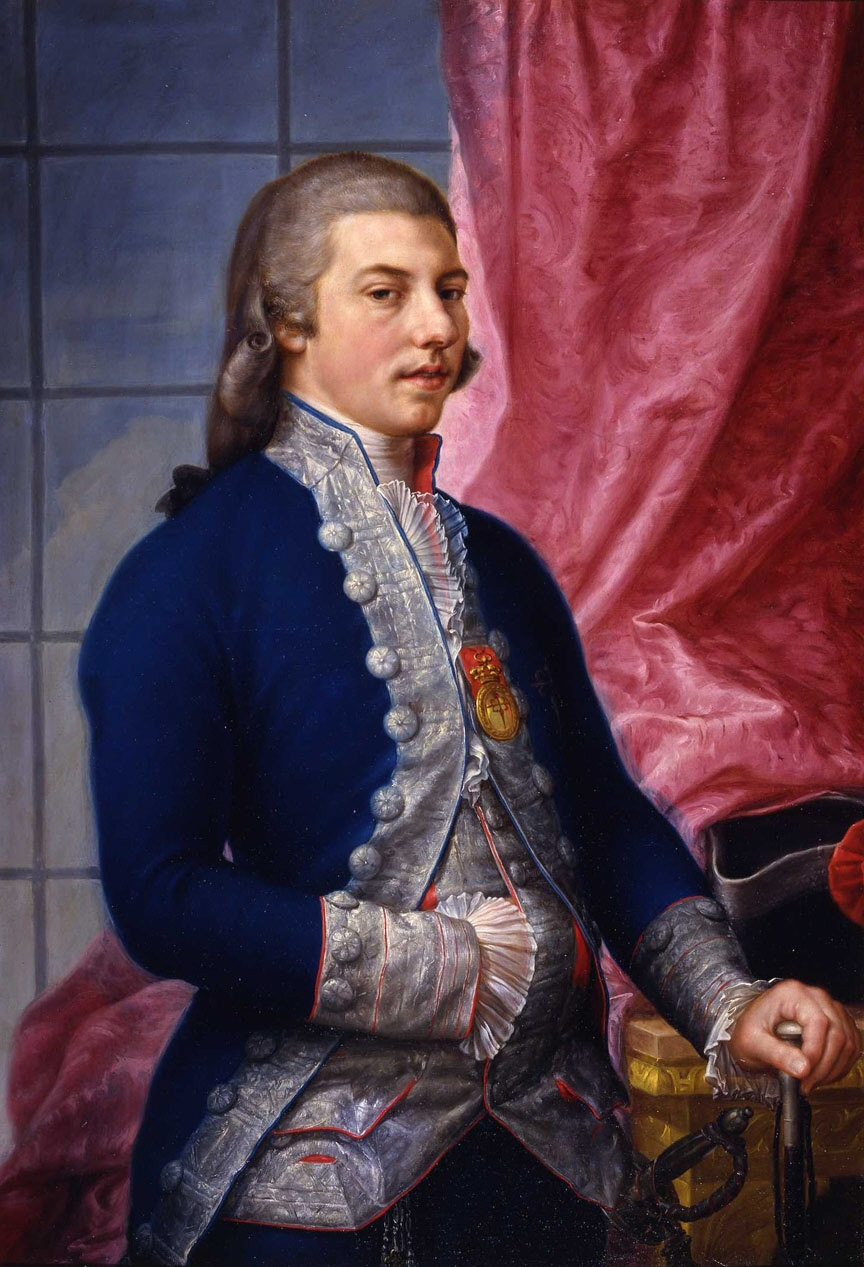
Manuel Godoy, duc de l'Alcúdia, duc de Sueca, baró de Mascalbo. Príncep de la Pau. Príncep pontifici di Basano, comte d'Évoramonte, a Portugal.

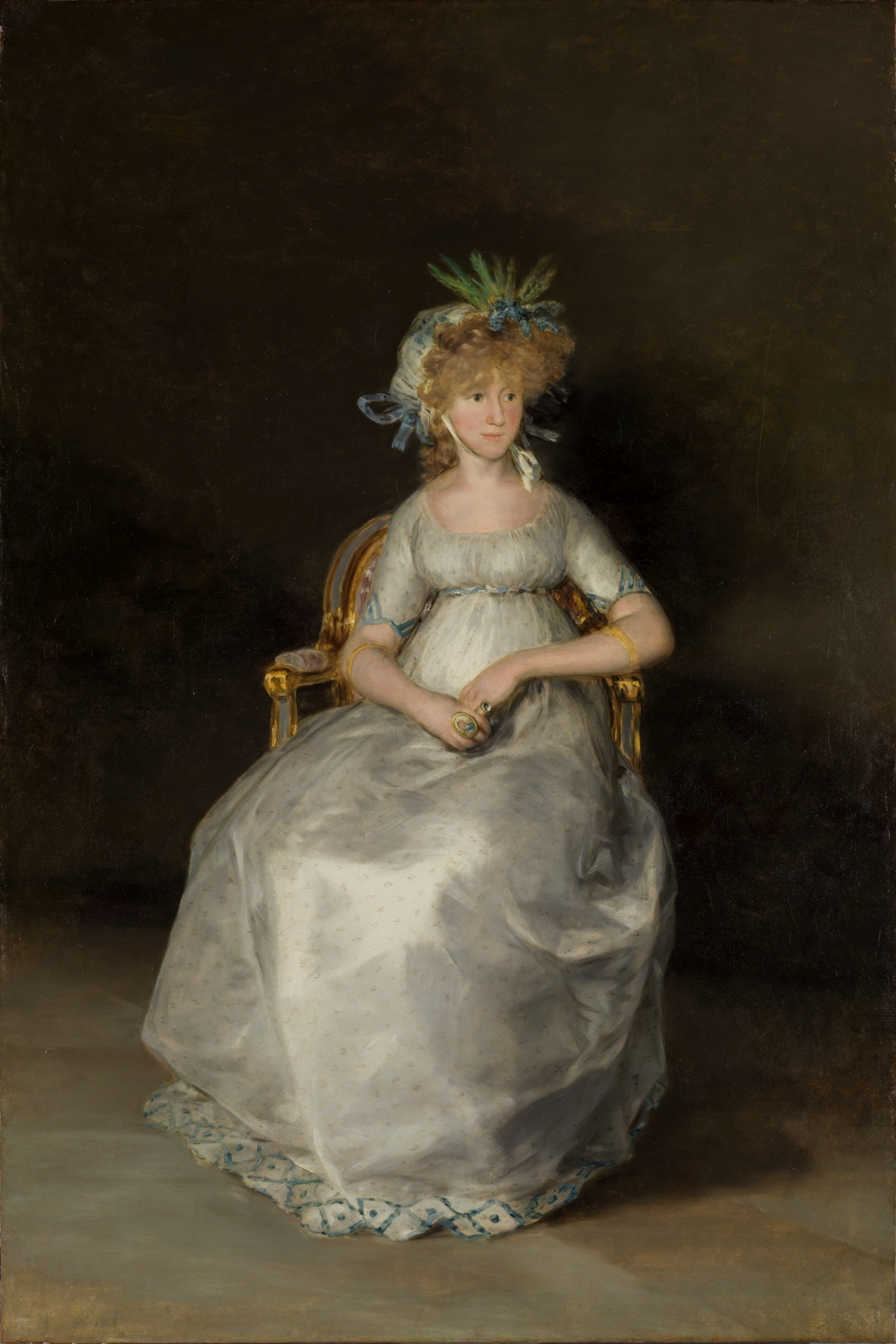
María Teresa de Borbón y Vallabriga, comtessa de Chinchón, marquesa de Boadilla del Monte, primera esposa de Manuel Godoy, oli de Goya. Museu del Prado (Madrid).

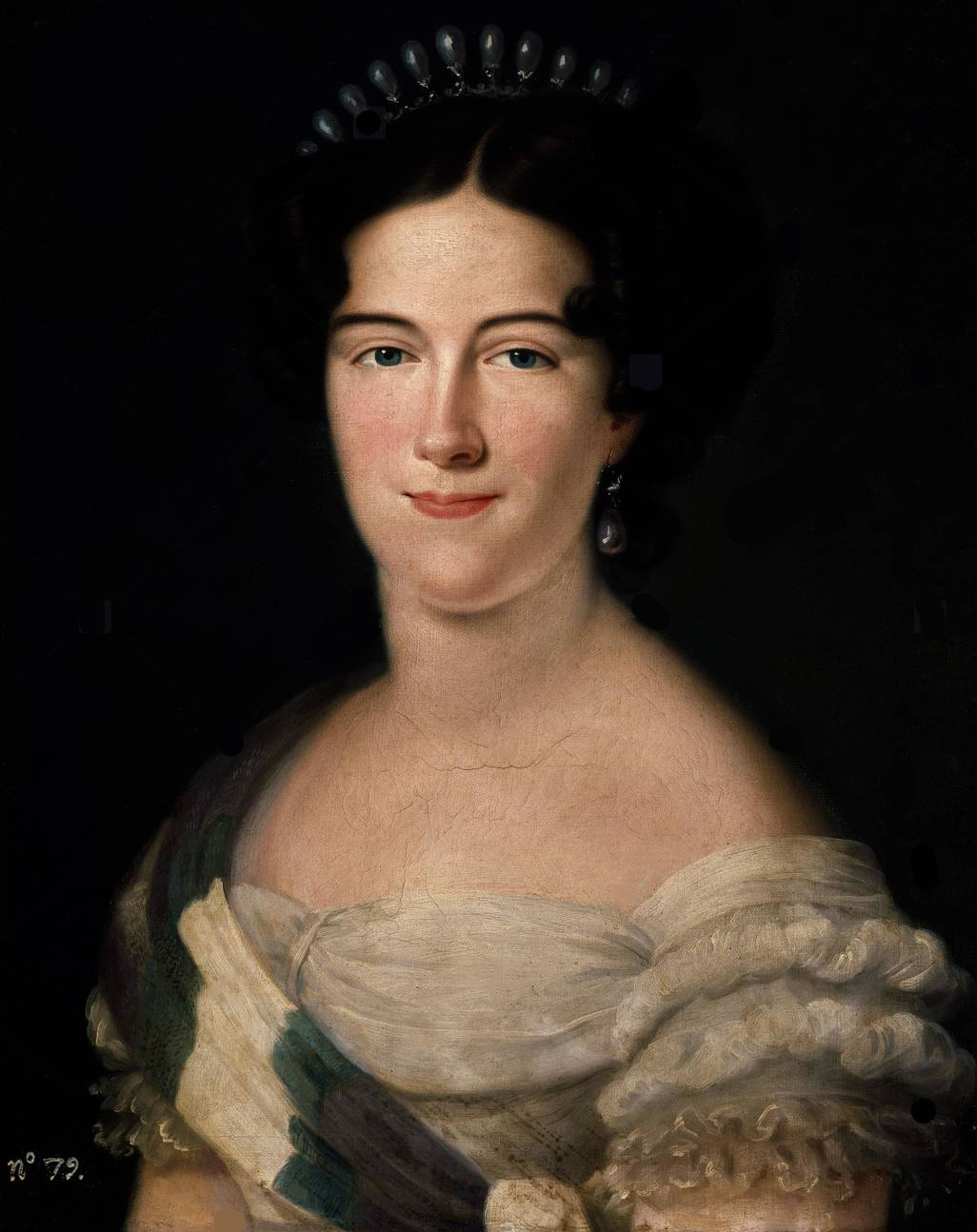
Carlota Luisa de Godoy y Borbón, duquessa de Sueca, marquesa de Boadilla del Monte, comtessa de Chinchón. Obra de Luis de la Cruz y Ríos.

El Ducat de Sueca és un títol nobiliari de Castella, creat el 8 de març de 1804 per Carles IV d'Espanya, per al seu primer Ministre Manuel Godoy y Álvarez-Faria, a qui ja li havia concedit el ducat de l'Alcúdia, en 1792. Fa referència a la ciutat de Sueca, a la província de València (Espanya) en aquells dies capital de la riquíssima comarca de l'Albufera de València. El mateix rei li havia concedit el títol d'Aragó baró de Mascalbó i el més important: "Príncep de la Pau".
El Príncep de la Pau amb el tractament d'Altesa Sereníssima li va ser atorgat en 1795 pel rei Carles IV, i li seria expropiat en 1808 pel rei Ferran VII. Es tracta d'un dels pocs títols de príncep en la nobiliària espanyola, ja que el títol de Príncep només es dona al successor de la Corona, que és príncep d'Astúries, de Girona i de Viana. Es va tornar a crear un altre títol de príncep per la reina Isabel II i per al general liberal i regent don Baldomero Espartero, qui va ser instituït vitalíciament "príncep de Vergara".
Va ostentar també el títol portuguès de Comte d'Évoramonte.
El papa li va atorgar el títol de príncep di Bassano, títol que va obtenir Manuel Godoy després d'adquirir el feu italià de Bassano di Sutri, situat entre Roma i Viterbo, durant el seu llarg exili a Roma.
Manuel Godoy y Álvarez Faria va aconseguir, del rei Carles IV, la concessió per al seu germà Diego Godoy y Álvarez Faria el Ducat d'Almodóvar del Campo, encara que aquest no va tenir descendents que l'haguessin pogut succeir.
Amb anterioritat a eixos títols, Manuel Godoy, va obtenir el títol de "Marquès d'Álvarez", extingit quan va aconseguir els seus ducats. Per aquesta raó els seus successors no ostenten aquest títol nobiliari.
A cavall entre els títols i els càrrecs, Manuel Godoy va ostentar el de "Senyor de Soto de Roma". No es tracta pròpiament d'un títol nobiliari, sinó que fa referència a la seva potestat semifeudal sobre la propietat rústica del mateix nom situada a Romilla, municipi de Chauchina, província de Granada. De manera semblant Godoy va ser "Senyor de l'Albufera" o "Senyor d'Albalá", la qual cosa fa referència no tant a títols nobiliaris sobre tals llocs, com a drets de propietat i censataris sobre aquests. De fet aquests "Estats" van ser comprats o permutats a la Corona per Godoy. Cas semblant va ser el de les immenses propietats a la Real Devesa de la Serena (Badajoz) apropiades per a l'agostador de la cabanya ovina, i adquirides per Godoy, amb autorització de la Corona, que comportaven el que avui dia ens semblen estranys privilegis, com el dret a cobrar peatges, pontatges i drets de pas de bestiars sobre els rius Guadiana i Zújar a la localitat d'Esparragosa de Lares (Badajoz) entre d'altres.
Finalment, els seus càrrecs a l'Orde de Sant Jaume, també li conferien potestats semifeudals i de contingut econòmic a zones de Badajoz com Aceuchal, Puebla del Prior o Ribera del Fresno.
Per tant, càrrecs i títols tenien en aquells dies un contingut econòmic i jurisdiccional del que avui manquen.
El sentit de l'atorgament del Ducat de Sueca a Manuel Godoy està íntimament unit a la riquesa que al seu posseïdor li atorgava la part dels drets de pesca en l'albufera de València que corresponia al Senyor de l'Albufera. La filla de Manuel Godoy, Carlota Godoy, va litigar fins a finals del segle xix contra l'Ajuntament de Sueca per evitar l'extinció d'aquestos drets senyorials.
Manuel Godoy era d'origen suficientment noble com per ingressar en la Real Guàrdia de Corps. Però aquesta noblesa, i la riquesa que comportava, no van ser suficients quan la magnanimitat del Rei va començar a enaltir-lo amb majors càrrecs. El seu ascens va ser paral·lel en riquesa (amb l'adquisició dels Estats esmentats) noblesa (adquisició de títols d'Altesa Sereníssima, príncep i dos ducats amb Grandesa d'Espanya de 1a classe, espòs i gendre d'Infant/a d'Espanya) administrativa (Primer Ministre, Secretari d'Estat, President del Consell) i militar (Mariscal, Generalíssim, Gran Almirall).
Aquesta gran riquesa i importància eren condició indispensable per ostentar el govern sobre uns súbdits-magnats d'enormes riqueses i aliances genealògiques i familiars. Amb aquest enaltiment (Godoy emparenta amb la família real) el príncep de la Pau pot aconseguir un prestigi que li permet imposar-se a l'alta noblesa. Però no el farà immune a la ira de l'aristocràcia.
No oblidem que el Motí d'Aranjuez no va ser un motí popular sinó un motí instat per l'alta noblesa palatina cap a l'intrús Manuel.
Liquidat Manuel, una cort de nobles i Espadones va governar al seu antull el segle xix espanyol.

## Ducs de Sueca
|                       | Titular                            | Període               |
| Creació per Carles IV | Creació per Carles IV              | Creació per Carles IV |
| --------------------- | ---------------------------------- | --------------------- |
| I                     | Manuel Godoy y Álvarez-Faria       | 1804-1808             |
| II                    | Carlota Luisa de Godoy y Borbón    | 1830-1886             |
| III                   | Carlos Rúspoli y Álvarez de Toledo | 1887-1936             |
| IV                    | Carlos Rúspoli y Caro              | 1940-1975             |
| V                     | Carlos Oswaldo Rúspoli y Morenés   | 1978-2016             |
| VI                    | Luís Carlos Rúspoli y Sanchiz      | 2018-hui              |

## Història dels ducs de Sueca
- I duc: Manuel Godoy y Álvarez-Faria, primer ministre de Carles IV, va ser creat I duc de Sueca, tot i que ja havia estat anomenat I duc de l'Alcudia, I baró de Mascalbó i primer i últim Príncep de la Pau. També va ser I Príncep di Bassano (pontifici) i I Comte d'Évoramonte (portuguès).

1. Es va casar amb: María Teresa de Borbón y Vallabriga, XV comtessa de Chinchón, filla del Cardenal-Infant, Don Luis de Borbón y Farnesio i María Teresa Vallabriga y Fregues, de la qual va viure separat a partir de 1808. En enviduar en 1828, va poder casar-se amb qui havia mantingut relacions des de jove:
2. Josefa Tudó, més coneguda per Pepita Tudó, que va ser creada I comtessa de Castillo Fiel, perquè poguessin heretar un títol els seus descendents, ja que tots els títols de Manuel Godoy eren per als fills d'aquest i de la seva primera esposa.

Va succeir, del seu primer matrimoni, la seva filla:
- II duquessa: Carlota Luisa de Godoy y Borbón, que va ser a més de II duquessa de Sueca, I marquesa de Boadilla del Monte, XVI comtessa de Chinchón i Comtessa d'Évoramonte, a Portugal.

1. Es va casar amb el noble romà, Camilo Ruspoli, fill de Francesco Ruspoli, Príncep de Cerveteri i de la comtessa María Leopoldina de Khevenhüller-Mestz. Li va succeir el seu net:

- III duc: Carlos Rúspoli y Álvarez de Toledo, (1858-1936), III duque de l'Alcudia, XVII comte de Chinchón, IV comte d'Évoramonte, a Portugal.

1. Es va casar amb Carmen Caro Caro, dels marquesos de la Romana.
2. Josefa Pardo y Manuel de Villena, dels comtes de Via Manuel. Li va succeir, del seu primer matrimoni, el seu fill:

- IV duc: Carlos Rúspoli y Caro, qui torna a reunir tots els títols, tant de Manuel Godoy, com de la Infanta María Teresa, per la qual cosa es converteix en el IV duc de Sueca, IV duc de l'Alcudia, V marquès de Boadilla del Monte, XVIII comte de Chinchón.

1. Es va casar amb Belén Morenés y Arteaga, XVIII comtessa de Bañares. Li va succeir el seu fill:

- V duc: Carlos Rúspoli y Morenés (1932-2016), V duc de l'Alcudia, XIX comte de Chinchón.

1. Es va casar amb María del Rosario Herbosch y Huidobro. Va morir sense fills, li va succeir el seu nebot:

- VI duc (actual):[4] Luís Carlos Rúspoli y Sanchiz (1963), VI duc de l'Alcudia, XX comte de Chinchón, VII marqués de Boadilla del Monte i III baró de Mascalbó.

1. Es va casar amb María Álvarez de las Asturias-Bohorques y Rumeu.